# Сохлая (приток Канни)
Сохлая — река в России, протекает по Маловишерскому району Новгородской области. Река вытекает из озера озеро Сохлое на высоте 96 м над уровнем моря и течёт сначала на юго-восток, потом на восток. Устье реки находится в 3,3 км по правому берегу реки Кання. Длина реки составляет 12 км.

## Данные водного реестра
По данным государственного водного реестра России относится к Балтийскому бассейновому округу, водохозяйственный участок реки — Мста без р. Шлина от истока до Вышневолоцкого г/у, речной подбассейн реки — Волхов. Относится к речному бассейну реки Нева (включая бассейны рек Онежского и Ладожского озера).
Код объекта в государственном водном реестре — 01040200212102000021299.